# Aedia diluta
Aedia diluta är en fjärilsart som beskrevs av Walter Karl Johann Roepke 1941. Aedia diluta ingår i släktet Aedia och familjen nattflyn. Inga underarter finns listade i Catalogue of Life.